# ولدگک
شهر ولدگک (به آلمانی: Woldegk) در ایالت مکلنبورگ-فورپومن در کشور آلمان واقع شده‌است.

## نگارخانه

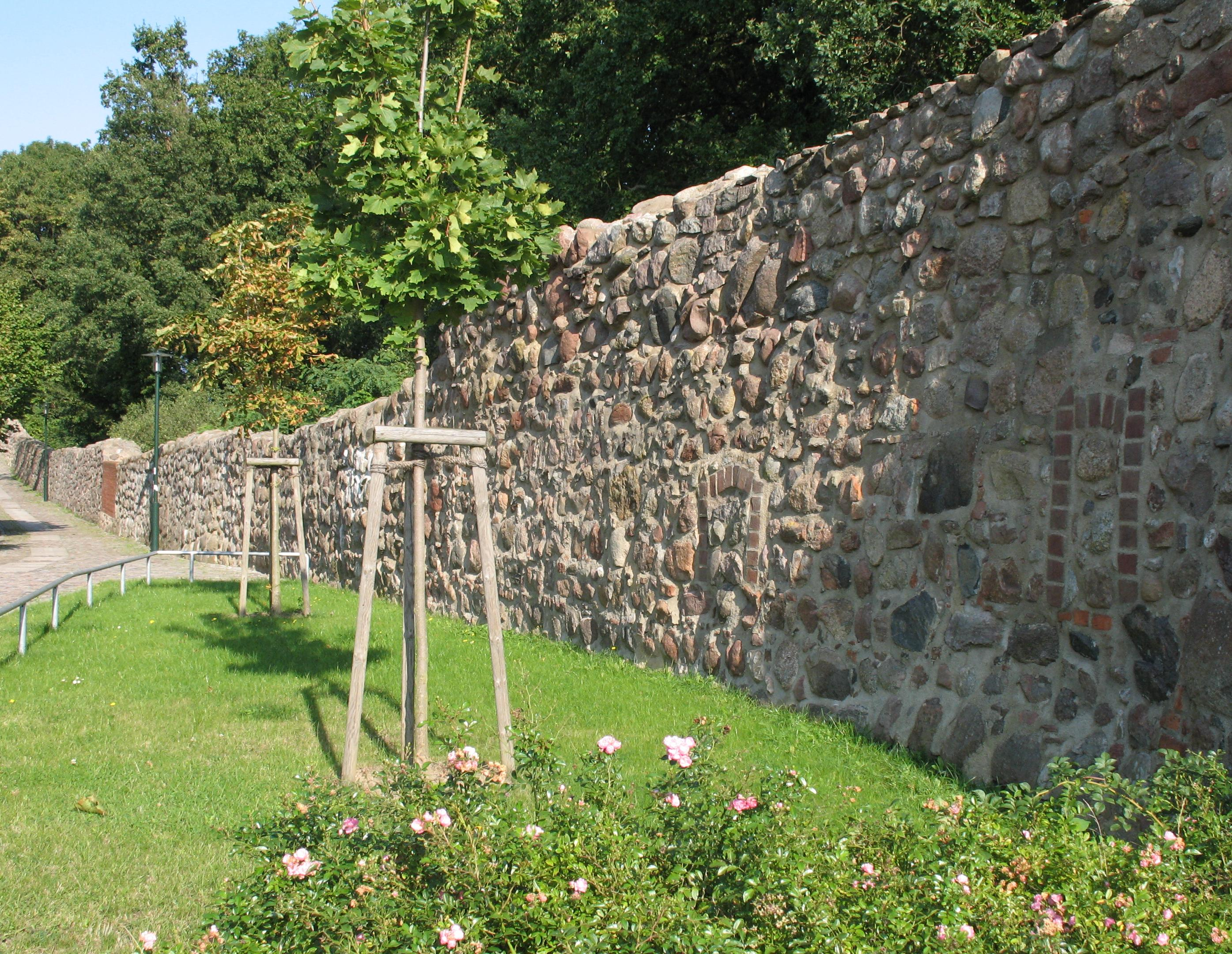
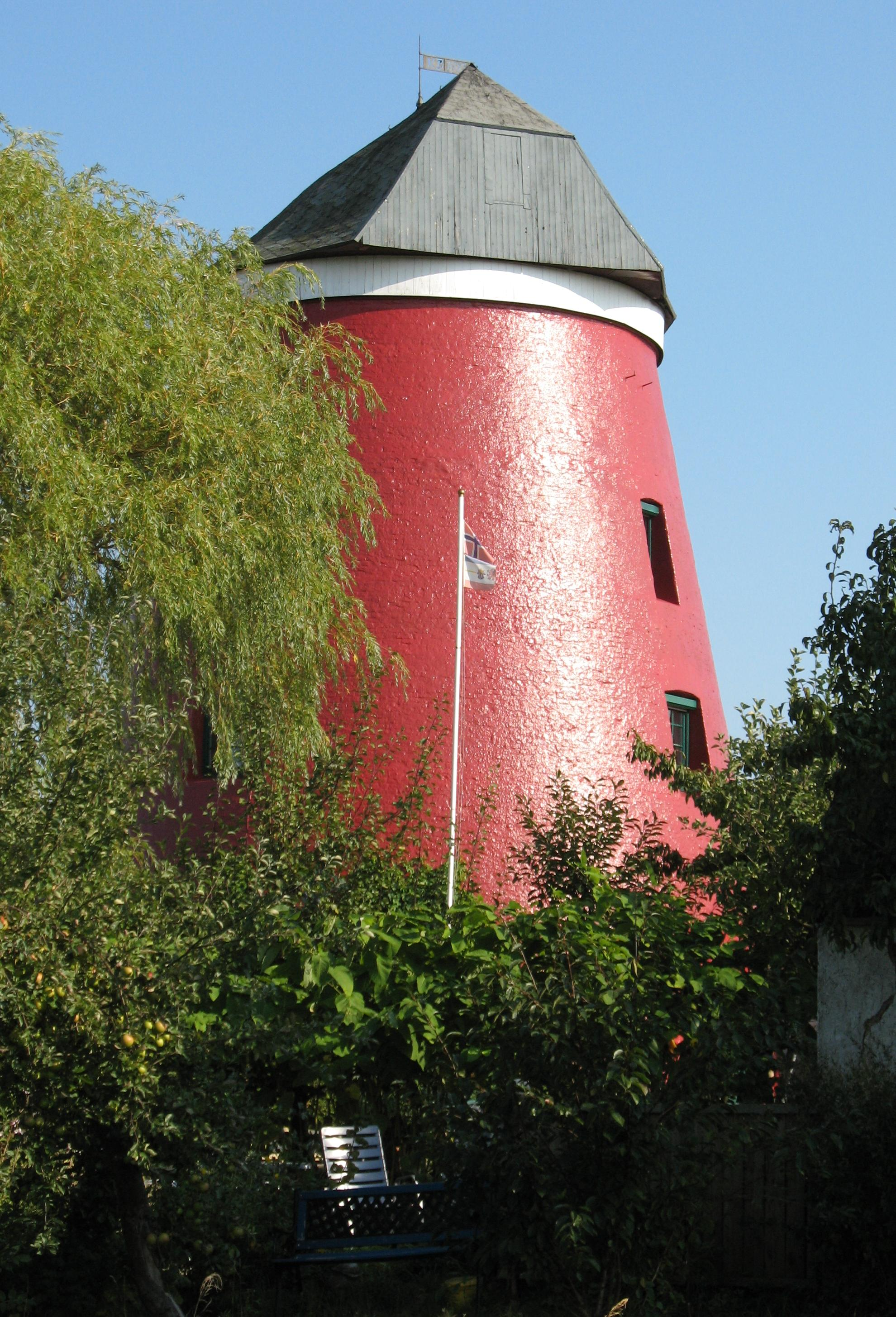
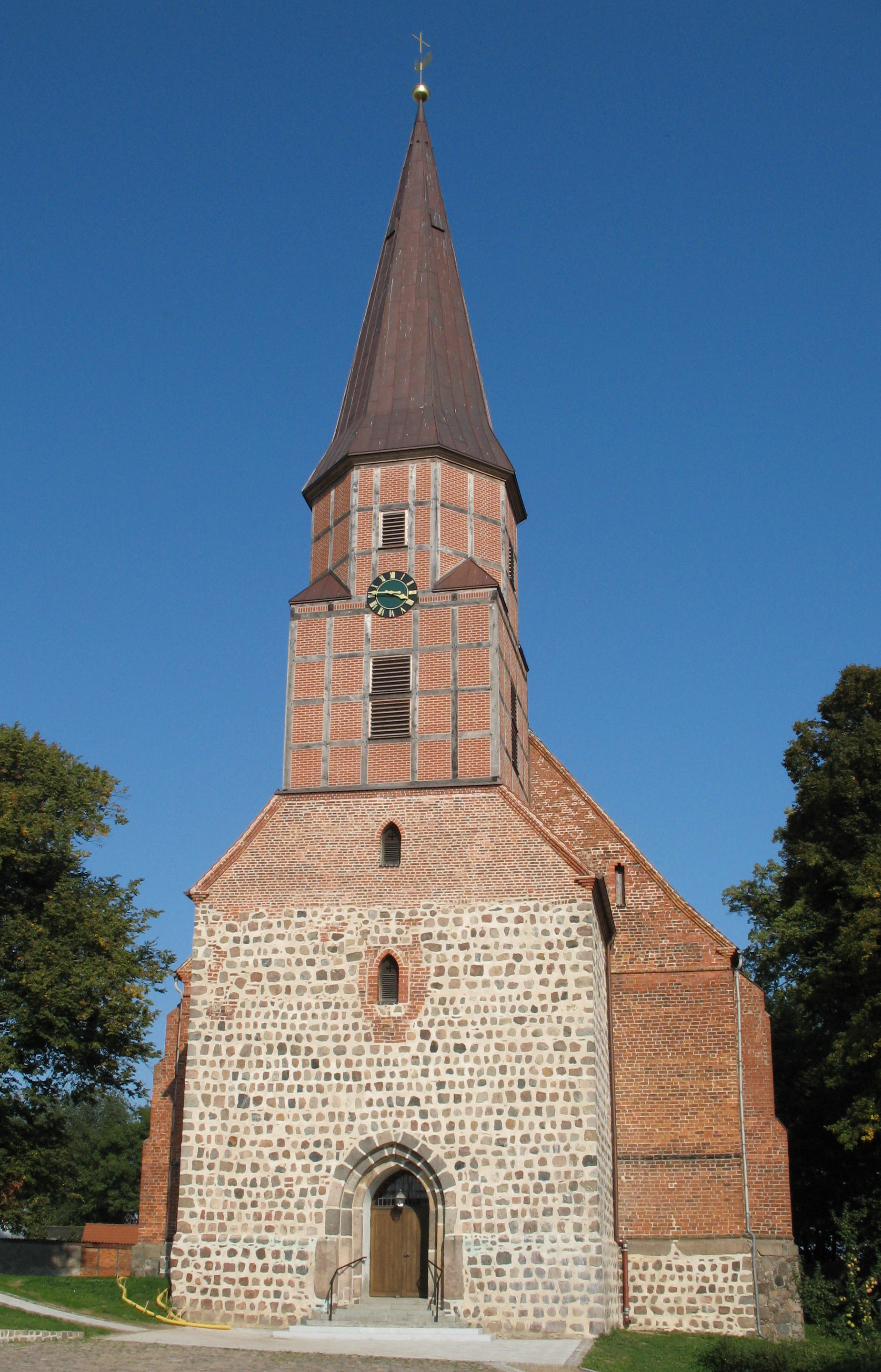